# Claire Born
Pour les articles homonymes, voir Born.
Claire Born, née le 17 février 1898 à Bayreuth et décédée le 18 décembre 1965 à Vienne est une chanteuse d'opéra allemande (soprano).

## Biographie
Claire Born fait ses études à Chemnitz et Vienne. Sa carrière artistique commence en 1917 au théâtre de Chemnitz, où elle reste jusque dans les années 1920. De 1920 à 1929, elle est membre de l'Opéra national de Vienne. Elle y obtient de beaux succès avec des rôles de soprano dramatique, comme la Comtesse dans Le nozze di Figaro, Pamina dans Die Zauberflöte, Agathe dans Der Freischütz, Gutrune dans Götterdämmerung et Rosalinde dans Die Fledermaus.
En 1924, elle chante à Amsterdam, dans le rôle-titre d’Ariadne auf Naxos et en 1928, à Paris Donna Elvira dans Don Giovanni. En 1925, au Festival de Bayreuth, elle incarne Eva dans Die Meistersinger von Nürnberg et Gutrune dans Götterdämmerung.
Au Festival de Salzbourg, Claire Born interprète les rôles de la Comtesse dans Le nozze di Figaro (1922, 1925, 1927, 1929), Donna Elvira dans Don Giovanni (1922, 1925, 1927) et Ariane dans Ariadne auf Naxos (1926).
De 1926 à 1932, elle est membre de l'Opéra d'État de Dresde. Elle participe à la création de l'opéra Cardillac de Paul Hindemith, le 9 novembre 1926, et de l'opéra de Othmar Schoeck Vom Fischer un syner Fru le 3 octobre 1930. En 1924, elle est invitée au Deutsche Oper Berlin et en 1935 au Théâtre Municipal de Graz. On la voit ensuite dans  Così fan tutte (Dorabella), Rienzi (Irene), Die Rose vom Liebesgarten de Hans Pfitzner (Minneleide), in Doktor Faust de Ferruccio Busoni (La comtesse de Parme), Pagliacci de Ruggero Leoncavallo (Nedda), Andrea Chénier de Umberto Giordano (Maddalena) et L'Amico Fritz de Pietro Mascagni (Suzel).
Claire Born et son mari, le banquier Richard Kronstein doivent, en 1933 quitter quitter l'Allemagne en raison de leur origine juive. Après l'Anschluss de l'Autriche en 1938, elle se rend d'abord en Suisse, puis à Londres, où elle est professeur de chant. Après la guerre, de retour à Vienne, elle continue comme professeur de chant de 1946 à 1948.

## Source de traduction
- (de) Cet article est partiellement ou en totalité issu de l’article de Wikipédia en allemand intitulé « Claire Born » (voir la liste des auteurs).